# 斑翅鸬鹚
，为鸬鹚科鸕鶿屬的鸟类，分布于美洲热带与亚热带
。